# 史依弘
史依弘（1972年—），原名史敏，中国京剧演员，梅派青衣。1999年畢業於首屆中國京劇優秀青年演員研究生班，後潛心研究京劇藝術大師梅蘭芳所創立的梅派藝術。以“文武兼擅，崑亂不擋”聞名梨園界。

## 經歷
1982年，考入上海市戲曲學校京劇班，由武旦開蒙，師從著名武旦演員、京劇教育家張美娟、於永華、許美玲、李玉茹、張洵澎以及戲曲聲樂家盧文勤等名師。
1996年，史考入由文化部主辦的首屆“中國京劇優秀青年演員研究生班”，受到了杜近芳、李玉茹、李金鴻、楊秋玲等京劇名師的指點。
1999年畢業彙報演出大型神話劇《寶蓮燈》裏飾演三公主，後在新現代京劇《映山紅》、大型交響京劇《大唐貴妃》中擔任主演；並參與了音樂家譚盾的多媒體音樂劇《門》和《2000Today 》新世紀交響音樂會的演出 。

2016年，史依弘成立了上海弘依梅文化傳播有限公司，與上海京劇院的合作進行了「占盡風華」2016史依弘全國巡演。
2017年，史依弘和京劇演員尚長榮，在美國大都會博物館的阿斯特中國庭院，連演了12場京劇《霸王別姬》。
2018年，史依弘於上海、北京、香港各地舉行了“梅尚程荀史依弘”的專場扮演。

## 演出作品

### 傳統京劇
- 《蘇三起解》
- 《昭君出塞》
- 《春閨夢》
- 《金玉奴》
- 《狸貓換太子》
- 《楊門女將》
- 《霸王別姬》[4]

### 新編京劇
- 《聖母院》改編自《巴黎聖母院》
- 《新龍門客棧》[5]

### 梅派經典
- 《鳳還巢》
- 《游龍戲鳳》

### 程派經典
- 《鎖麟囊》

### 跨界崑曲
- 《春江花月夜》[6]
- 《牡丹亭》[7]

### 《文武昆亂史依弘》
- 《白蛇傳》
- 《玉堂春》
- 《牡丹亭》
- 《奇雙會》
- 《穆桂英》[8]

## 獲獎
- 1991年，《火鳳凰》獲全國中青年京劇演員電視大賽榮獲”優秀表演獎”。
- 1993年，《扈三娘與王英》獲首屆“寶鋼杯”青年京劇演員大賽“大獎”“青春獎”。
- 1994年，《扈三娘與王英》獲第十一屆中國戲劇梅花獎。
- 1994年，《扈三娘與王英》獲第五屆上海戲劇表演藝術“白玉蘭獎”。
- 1999年，《寶蓮燈》獲“寶鋼高雅藝術獎表演獎”。[2]

## 外部連結
- 史依弘的微博_微博  （页面存档备份，存于）